# Grabinka
Grabinka este o arie protejată (sit de importanță comunitară — SCI) din Polonia întinsă pe o suprafață de 45,8 ha, integral pe uscat.

## Localizare
Centrul sitului Grabinka este situat la coordonatele 52°01′53″N 20°13′40″E / 52.0313°N 20.2277°E.

## Înființare
Situl Grabinka a fost declarat sit de importanță comunitară în octombrie 2009 pentru a proteja 1 specie de animale.

## Biodiversitate
Situată în ecoregiunea continentală, aria protejată conține 2 habitate naturale: Păduri de stejar și carpen Galio-Carpinetum, Păduri aluvionare cu Alnus glutinosa și Fraxinus excelsior (Alno-Padion, Alnion incanae, Salicion albae).
La baza desemnării sitului se află o specie protejată de  mamifere: castor (Castor fiber).